# 國民會 (1946年)
國民會是大韩民国政党，成立於1946年，最初名爲大韓獨立促成國民會，1948年12月26日改稱國民會，1960年解散。

## 历史
李承晚在流亡归来后不久的1945年10月成立獨立促成中央協議會。由于對莫斯科会议的广泛反对，協議會获得大韩民国临时政府和几个政党领导人的支持，包括韩国民主党、韓國獨立黨和朝鲜共产党的一个派系。